# Record Belém
Record Belém é uma emissora de televisão brasileira sediada em Belém, capital do estado do Pará. Opera no canal 10 (22 UHF digital), e é uma emissora própria da Record, sendo portanto, pertencente ao Grupo Record. A emissora mantém estúdios e transmissores localizados na Rua dos Mundurucus, no bairro do Guamá, e seus departamentos comercial e de marketing estão em escritórios no bairro da Batista Campos, na Travessa Padre Eutíquio.

## História
A concessão do canal 10 VHF de Belém foi outorgada originalmente em 19 de agosto de 1988, para o político Jader Barbalho, então ministro da previdência social no governo do presidente José Sarney, através de uma sociedade formada pela sua esposa Elcione Barbalho e o radialista e empresário Carlos Santos. Em 1990, Barbalho adquiriu a RBA TV do espólio familiar do empresário Jair Bernardino, que havia morrido em um acidente áereo, e tendo uma emissora de televisão já pronta e operante, deixou de lado a implantação do canal 10, que ficou apenas sob responsabilidade de Carlos Santos.
Ao longo da década de 1990, Santos tentou colocar a emissora no ar, investindo em equipamentos e no aluguel de salas do Edifício Manoel Pinto da Silva (onde também haviam funcionado os estúdios da TV Guajará e do SBT Belém), porém devido a vários problemas técnicos e administrativos, ele não conseguiu levar o projeto adiante. Faltando pouco menos de um ano para o prazo de instalação da emissora se esgotar, Carlos Santos negociou a concessão e toda a estrutura que já havia montado com o empresário e líder da Igreja Universal do Reino de Deus, Edir Macedo, proprietário da Rede Record. Em novembro de 1996, depois de meses de negociação, a Central Record de Comunicação concordou em pagar 3,5 milhões de reais pela estrutura, R$ 500 mil a menos do que o empresário queria inicialmente.
A TV Record Pará foi inaugurada em 10 de junho de 1997, tornando-se a 12.ª emissora própria da Rede Record, que no intervalo de uma semana também estreou a sua programação em outras duas emissoras próprias (TV Itapoan de Salvador, Bahia e TV Record Norte Fluminense de Campos dos Goytacazes, Rio de Janeiro, em 16 de junho). Sua implantação marcou também o início da terceira passagem da Record por Belém, uma vez que a TV Guajará também havia transmitido alguns de seus programas entre 1967 e 1969 (quando a mesma encabeçava a REI) e entre 1990 e 1995, quando migrou para a CNT meses após sua aquisição pela Rede Boas Novas, deixando os telespectadores sem a programação da rede por quase 1 ano e 8 meses.
Em seus primeiros anos no ar, a emissora teve uma atuação bastante modesta, produzindo apenas o telejornal Informe Pará até a primeira metade da década de 2000. Porém, à medida em que a Record reforçava a sua programação nacional para brigar pela audiência, também foram direcionados investimentos para as suas filiais ao redor do país, incluindo a emissora paraense. Em 2007, beneficiada pela estreia de uma nova programação local e pelo sucesso dos programas da rede, a emissora assumiu a vice-liderança de audiência, tendo um crescimento de 38% até 2010. Os índices continuaram a subir nos anos seguintes, de modo que ela passou a ter a melhor performance de audiência dentre as emissoras da Record pelo país, rompendo uma hegemonia de três décadas da TV Liberal, afiliada da Rede Globo em Belém.
Em 7 de janeiro de 2008, a emissora passou a se chamar TV Record Norte, época em que a Record adaptou as suas emissoras locais ao padrão newsroom, sendo que o canal de Belém passou a funcionar como pólo regional para as afiliadas da região Norte. Em 2009, a emissora passa a se chamar TV Record Belém, nome que perdurou até a reformulação da marca da rede em 24 de novembro de 2016, quando passou a se chamar RecordTV Belém. 
Em 6 de novembro de 2023, voltou a se chamar Record Belém. Em 21 de março de 2024, inaugurou as suas novas instalações na Rua dos Mudurucus, no bairro do Guamá, deixando a sua antiga sede na Rua dos Tamoios, onde ficava desde a fundação em 1997.

## Sinal digital
| Canal virtual | Canal digital | Resolução de tela | Programação                                    |
| ------------- | ------------- | ----------------- | ---------------------------------------------- |
| 10.1          | 22 UHF        | 1080i             | Programação principal da Record Belém / Record |

A emissora iniciou suas transmissões digitais em 19 de novembro de 2009, através do canal 22 UHF para Belém e áreas próximas. Em 10 de maio de 2012, tornou-se a primeira emissora da cidade a produzir seus programas locais em alta definição, uma semana antes da RBA TV.

### Transição para o sinal digital
Com base no decreto federal de transição das emissoras de TV brasileiras do sinal analógico para o digital, a Record Belém, bem como as outras emissoras de Belém, cessou suas transmissões pelo canal 10 VHF em 30 de maio de 2018, seguindo o cronograma oficial da ANATEL.

## Programas

### Jornalismo
Tempos depois, Natascha Batalha é substituída no Fala Pará por Tami Macedo, vinda da RBA TV, enquanto o Record nos Esportes foi substituído pelo Terceiro Tempo Pará, que manteve a apresentação de Valdo Souza e Thielly Andrade, sendo que o primeiro mais tarde também assumiu o Record em Alerta no lugar de Silvio Júnior, conciliando os dois programas até o fim da atração no mesmo ano. Em 2007, com a reformulação promovida na grade local das emissoras da Record, a emissora migra o Fala Pará para as manhãs, a exemplo da sua contraparte nacional, tendo a apresentação de Luciano Oliva, e traz o Record em Alerta para a faixa vespertina. Ao mesmo tempo, a emissora volta a dar destaque ao noticiário esportivo local com o Esporte Record Pará, apresentado por Thielly Andrade.
Em 7 de janeiro de 2008, com a inauguração da newsroom da TV Record Norte, todos os programas passam a ser feitos no mesmo cenário, ao mesmo tempo em que a emissora também estreia uma nova programação local. Nas manhãs, o Fala Pará é assumido por Nyelsen Martins, que substitui Luciano Oliva. Na faixa vespertina, o Record em Alerta é extinto para dar lugar ao Balanço Geral, seguindo o exemplo de outras emissoras da Record pelo país, enquanto o Esporte Record passa a ser apresentado por Ronaldo Penna, ao mesmo tempo em que Thielly Andrade é deslocada para as reportagens do programa. O Pará Record passa a ser comandado por Rogério Spinelli e Vanessa Libório, enquanto Andreia Cunha deixa a bancada para tornar-se apenas editora-chefe do noticiário e apresentadora eventual. Aos sábados, passa a ser exibido o Fala Pará Entrevista, versão do telejornal voltada apenas a entrevistas com personalidades e figuras do estado, com a apresentação de Mariluz Coelho.
No início de 2009, Nyelsen Martins passou a atuar como repórter de rede para a Record, deixando a apresentação do Fala Pará para Carlos Silva. Em 30 de março, Omar Jacob e Vanessa Libório assumiram a apresentação do Fala Pará, e com a saída desta última, Elena Brito, vinda da TV Liberal, assumiu seu posto no Pará Record ao lado de Rogério Spinelli. Elena também passou a apresentar o Fala Pará Entrevista no lugar de Mariluz Coelho, até o fim do programa em 2010. Neste mesmo ano, Vanessa Libório deixou a apresentação do Fala Pará e foi substituída por Priscilla Amaral.
Em janeiro de 2011, a Record Belém estreou uma nova programação local, além de promover uma "dança das cadeiras" entre seus âncoras. Na faixa matinal, estreou o jornalístico PA Direto da Redação, apresentado por Valdo Souza, que por sua vez deixou o comando do Balanço Geral para René Marcelo, vindo da Rede Família. O Fala Pará passou a ser apresentado por Manuela Queiroz, enquanto Vanessa Libório retornou para a bancada do Pará Record após dois anos, substituindo Elena Brito, que deixou a emissora. Aos sábados, estreou o Balanço Geral: Casos de Polícia, apresentado por Raphael Polito, que diferente da versão diária, focada no jornalismo comunitário, era voltada à linha de investigações criminais. E aos domingos, foi criado o Eco Record, voltado a matérias sobre a biodiversidade do Pará, tendo a apresentação de Salcy Lima, que havia sido eleita Miss Pará 2010. O Eco Record ficou no ar até 2014, e após sua extinção, suas edições foram reexibidas em anos posteriores pela Record News, através do Eco Record News Amazônia.
Ainda em 2011, Manuela Queiroz deixou o Fala Pará, sendo transferida de volta para a TV Record Goiás, e em seu lugar, assumiu Márcia Dantas, que retornava para a Record Belém após passagem pela RBA TV. Em 2012, Rogério Spinelli deixou o Pará Record após quatro anos como âncora do telejornal, e foi substituído por Salcy Lima, que passou a formar uma inédita bancada feminina ao lado de Vanessa Libório. No mesmo ano, também chegou ao fim o Esporte Record, após a decisão da rede de expandir a duração do Balanço Geral nas suas emissoras próprias e mover as pautas esportivas para um bloco dentro do jornalístico. Em 17 de setembro, Raphael Polito passa a apresentar o PA Direto da Redação no lugar de Valdo Souza, que deixou a emissora após 8 anos apresentando seus programas jornalísticos.
Em 28 de janeiro de 2013, mesmo dia em que o Cidade Alerta voltou a ter uma versão exibida em rede nacional, o jornalístico passa a ter uma versão local apresentada por Raphael Polito, que por sua vez deixa o PA Direto da Redação para o repórter André França. Em agosto, o jornalístico matinal é substituído pelo Balanço Geral Manhã, tendo a apresentação de Rogério Spinelli, que pouco tempo depois, é novamente substituído por André França. Em setembro, Marcus Pimenta assume o Cidade Alerta e o Balanço Geral: Casos de Polícia no lugar de Raphael Polito, que foi transferido pela emissora após sofrer uma tentativa de homicídio.
Em abril de 2014, Vanessa Libório deixa a bancada do Pará Record, voltando novamente para as reportagens, de modo que Salcy Lima passou a apresentar sozinha o telejornal. Em 8 de setembro, Marina Miralha assumiu a apresentação do Fala Pará, substituindo Márcia Dantas. Esta por sua vez, assumiu o comando do Pará Record em 3 de novembro, juntamente com Rogério Spinelli, que retornou para o noticiário depois de três anos. O casal de âncoras ficou no lugar de Salcy Lima, que foi transferida para a matriz da rede em São Paulo. No ano seguinte, foi a vez de Márcia Dantas ser transferida para São Paulo, deixando a apresentação do Pará Record em 6 de maio. Sua vaga no telejornal foi assumida por Marina Miralha, que por sua vez, foi substituída no Fala Pará por Isabela Medeiros. Em 11 de maio, a Record estreou uma versão nacional do Balanço Geral Manhã apresentada por Luiz Bacci, de modo que para dar espaço ao programa, a TV Record Belém acabou extinguindo a sua versão local, assim como outras emissoras da rede.
Em março de 2017, Priscilla Amaral reassumiu o comando do Fala Pará, após Isabela Medeiros ser remanejada para o Pará Record, onde substituiu Marina Miralha como titular. Em 22 de setembro, pouco depois das mudanças promovidas pela Record na grade noturna, que resultaram na reprise da telenovela Os Dez Mandamentos e na transformação do Cidade Alerta em um programa eminentemente local, a RecordTV Belém resolveu cancelar a sua versão do jornalístico, deixando apenas o Pará Record no início da noite. A mudança era parte também de uma reformulação da programação local, uma vez que em 25 de setembro, reestreou o Balanço Geral Manhã, apresentado por René Marcelo, que deixou seu posto na versão vespertina do programa para Marcus Pimenta, vindo do Cidade Alerta. O programa também ganhou uma versão especial aos sábados, que substituiu o Balanço Geral: Casos de Polícia.
Em outubro, Rogério Spinelli encerrou sua segunda passagem pelo Pará Record, deixando também a RecordTV Belém depois de 10 anos, e ocasionando o retorno de Marina Miralha para a bancada ao lado de Isabela Medeiros. Em novembro, René Marcelo pediu demissão da emissora, tendo como motivações a insatisfação pela mudança de programa, bem como o desejo de se candidatar a deputado estadual nas eleições de 2018, algo que o levou a atritos com a direção da RecordTV Belém. Após sua saída, o Balanço Geral Manhã passou a ser apresentado interinamente pelo repórter Lucas Ferraz em 27 de novembro, e em 4 de dezembro, Agenor Santos, egresso da RBA TV — onde apresentava o Barra Pesada, mesma atração que René Marcelo passou a apresentar após sair da Record —, assumiu o programa.
Em 29 de janeiro de 2018, a Record retomou o esquema de programação utilizado até julho de 2017, movendo Os Dez Mandamentos para depois dos telejornais locais e ampliando novamente a duração do Cidade Alerta. Desta forma, a RecordTV Belém reestreou a versão local do policialesco, apresentada por Mariana Sena, vinda da RecordTV Itapoan, e no mesmo dia, estreou um novo formato para o Pará Record, que passou a ter apenas Marina Miralha no seu comando. A tradicional redação de jornalismo usada como cenário dos telejornais também passou por um retrofit, substituindo o padrão que havia sido adotado 10 anos antes. Em outubro do mesmo ano, Marina Miralha encerrou sua segunda passagem pelo Pará Record, e em seu lugar, assumiu Adriana Martins.
Em abril de 2020, o departamento de jornalismo da RecordTV Belém foi um dos que sofreram os efeitos da pandemia de COVID-19, depois que um surto levou 80% dos funcionários a se afastarem de suas funções, incluindo os jornalistas Priscilla Amaral, Marcus Pimenta, Adriana Martins e Amanda Pereira, e levou à morte o editor de imagens Márcio Lopes. Com as equipes reduzidas, a emissora teve que cancelar temporariamente as edições do Pará Record (substituído pela extensão do Cidade Alerta Pará) e da edição de sábado do Balanço Geral (substituído pela retransmissão da versão paulistana do programa). Com o retorno dos profissionais ao trabalho, a grade foi normalizada em 8 de junho.
Em 7 de dezembro, Priscilla Amaral assumiu o comando do Cidade Alerta, resultando na demissão de Mariana Sena, que havia apresentado o programa por três anos. Com a ida de Priscilla para a faixa noturna, o Fala Pará passou a ser ancorado pela repórter Amanda Pereira. Em março de 2021, Agenor Santos acertou seu retorno para a RBA TV após pouco mais de três anos como apresentador do Balanço Geral Manhã, que com a sua saída da emissora, passou a ser apresentado por Edson Carvalho.

### Entretenimento
Até os dias atuais, o único programa local de entretenimento exibido pela emissora foi o Tudo a Ver Pará, revista eletrônica que foi exibida de segunda a sexta entre os anos de 2007 e 2008, com a apresentação de Michelly Murchio, e posteriormente, de Tati Braun. Com a extinção da atração, a emissora não produziu mais atrações do gênero nos anos seguintes. Aos sábados, também chegou a gerar localmente o infantil Record Kids, para preencher os espaços vagos na programação local até meados da década de 2010.

## Prêmios

### Prêmio Sistema Fiepa de Jornalismo
| Ano  | Categoria                     | Indicado                | Resultado | Ref.   |
| ---- | ----------------------------- | ----------------------- | --------- | ------ |
| 2013 | Personalidades de Comunicação | Diogo Puget, editor     | Venceu    | [ 46 ] |
| 2013 | Personalidades de Comunicação | Nara Bandeira, repórter | Venceu    | [ 46 ] |

## Controvérsias

### Atentado ao jornalista Raphael Polito
Em 20 de agosto de 2013, o jornalista Raphael Polito sofreu um atentado na portaria da emissora, enquanto chegava ao local para trabalhar. Ao sair de seu automóvel, Polito foi supreendido por um homem identificado como Leonardo Amorim Grinalda, que tentou acerta-lo pelas costas com uma facada. No entanto, o jornalista percebeu a chegada do agressor pelo reflexo nos vidros do carro, e acertou-lhe um soco, derrubando-o no chão. Depois que um segurança armado da emissora interveio, o agressor desistiu do ataque e fugiu, sendo capturado dias depois pela polícia. Leonardo contou que a motivação para o crime havia sido uma matéria exibida pelo programa Balanço Geral: Casos de Polícia, apresentado por Polito, que teria atingido "sua honra e sua família". Em 9 de junho de 2014, cerca de um ano depois do atentado, o agressor foi condenado a 6 anos de prisão em regime semiaberto, por tentativa de homícidio.

### Declarações de René Marcelo sobre salários de jornalistas
Em setembro de 2013, o então apresentador do Balanço Geral, René Marcelo, acabou se indispondo nos bastidores com funcionários da emissora, que ameaçavam entrar em greve para exigir um reajuste salarial, como parte de um movimento sindical intitulado #JornalistaValeMais. René teria dito aos colegas que "sindicato é coisa de baderneiro! Vocês já sabiam quanto iam ganhar quando vieram trabalhar aqui, não entendo porque agora querem fazer confusão e paralisação. Isso não vai dar em nada, jornalista é pobre mesmo". Revoltados, os jornalistas organizaram em 13 de setembro um protesto na portaria da sede da TV Record Belém, gritando palavras de ordem como "Vaza, René" e "Sai fora, mercenário". No mesmo dia, durante o Balanço Geral, René comentou sobre o assunto, e mandou uma banana para os manifestantes, que classificou como "invejosos" que desejam o seu mal.

### "Prisão" de Ximbinha
Em 1.º de junho de 2021, a RecordTV Belém e o portal UOL divulgaram uma notícia falsa afirmando que o músico Ximbinha havia sido preso por tráfico de drogas. No caso da emissora, a informação foi levada ao público através do Balanço Geral, onde o apresentador Marcus Pimenta e o repórter Danilo Magela noticiaram durante toda a exibição do programa que um suposto traficante com o apelido de "Ximbinha" havia sido preso pela polícia, e em vários momentos, ridicularizaram a situação mostrando fotos do músico e tocando canções da Banda Calypso, da qual ele havia sido integrante. A Polícia Civil do Estado do Pará, no entanto, negou que tenha efetuado qualquer prisão de um suspeito chamado "Ximbinha", e com a repercussão que o caso tomou, Ximbinha registrou um boletim de ocorrência contra os jornalistas da emissora no dia seguinte. Após a investigação do caso, em 28 de setembro, a polícia civil abriu um inquérito contra Marcus Pimenta e Danilo Magela por crimes de calúnia e difamação, cujas penas variam de 6 meses a 2 anos de detenção além de multa.

### Desrespeito aos direitos humanos
Em 23 de março de 2023, o Ministério Público Federal entrou com uma ação contra a Record Belém por violações aos direitos humanos no conteúdo apresentado no programa Balanço Geral, além da União e do poder judiciário pela falta de fiscalização. A ação é oriunda de uma denúncia feita pela Secretaria Extraordinária de Cidadania e Direitos Humanos do Município de Belém, em fevereiro de 2020. Durante três meses de monitoramento realizado pelo procuradoria do MPF, foram constatadas exposições de cadáveres e humilhação de suspeitos (alguns deles menores de idade), que são entrevistados por equipes de reportagem e "sentenciados" sem direito a defesa, em desacordo com os protocolos legais para casos do tipo, além de apontar racismo na linha editorial do programa. O MPF também solicitou que a Record assine um Termo de Ajustamento de Conduta, para se comprometer a não exibir cadáveres e entrevistar suspeitos de forma humilhante, sem a autorização da família e de advogados, com multa de 10 mil reais em caso de descumprimento. No mesmo ano de 2020, a emissora já havia sido notificada pelo Ministério Público do Estado do Pará por conta de discursos de intolerância religiosa contra religiões de matriz africana no quadro apresentado pelo bispo Eduardo Rodrigues, da Igreja Universal do Reino de Deus, exibido dentro do programa.